# Nathan Aron Müller
Nathan Aron Müller, auch Nathan Miller (geboren in Melsungen, Kurhessen; gestorben am 16. Mai 1872 in Lundenburg (Břeclav), Mähren) war ein deutscher Rabbiner.
Nathan Aron Müller besuchte die Bürgerschule in Melsungen und das israelitische Lehrerseminar in Kassel. Am 23. Oktober 1848 promovierte er in Gießen. Am 21. August 1849 bestand er in Kassel das Staatsexamen für das Lehramt. Danach leitete er in Fulda eine private „Lehr- und Erziehungs-Pensions-Anstalt zunächst für die israelitische männliche Jugend des In- und Auslandes“. Er geriet in eine scharfe Gegnerschaft zum Schulvorstand und zum Rabbinat.
Im Jahre 1860 wurde Müller Prediger in Waren in Mecklenburg-Schwerin. 1862 wurde er Rabbiner in Lundenburg. Dort weihte er 1868 die bis heute erhaltene neuromanische Synagoge ein.

## Publikationen
- Aganippe. Religiös-philosophische poetische Ergüsse über die Höhen und Niederungen des Lebens. 1860.